# Élémentaire, mon cher Simpson
Élémentaire, mon cher Simpson (France) ou Diviser pour mieux niaiser (Québec) (Postcards from the Wedge) est le 14e épisode de la saison 21 de la série télévisée Les Simpson.

## Synopsis
Après le visionnage d'une diapositive ressemblant aux Jetson, Madame Krapabelle demande aux élèves de montrer leur projet sur « le futur » (qui devait être fait 3 mois plus tôt). Comme d'habitude, Bart n'a rien préparé, ayant par ailleurs accumulé un mois de retard sur ses devoirs. Furieux, Homer lui rajoute des exercices supplémentaires comme punition. Mais Marge, plus indulgente, trouve que cette méthode risquerait de le dégoûter de l'école. Bart a trouvé le moyen de manipuler ses parents.